# Décines-Charpieu
Décines-Charpieu là một xã thuộc tỉnh Rhône trong vùng Auvergne-Rhône-Alpes phía đông nước Pháp. Xã này nằm ở khu vực có độ cao trung bình 171 mét trên mực nước biển.

## Người dân nổi tiếng
- Cédric Bardon - cầu thủ bóng đá
- Jean Djorkaeff - cầu thủ bóng đá
- Youri Djorkaeff - cầu thủ bóng đá
- Abdelkader Ghezzal - cầu thủ bóng đá
- Kamel Ramdani - cầu thủ bóng đá